# Centaurea kofinasii
Centaurea kofinasii — вид квіткових рослин айстрових (Asteraceae). Ареал: пн.-сх. Ірак, зх. Іран.

## Морфологічна характеристика
Це багаторічна трав'яниста рослина, злегка дерев'яниста біля основи. Стебло прямостояче-висхідне, помірно гіллясте, 30–40 см заввишки. Стерильні листкові розетки сірувато-зелені. Нижні стеблові листки 1–2-перисторозсічені, 5–10 см завдовжки, середньозелені, білувато-повстяні, з обох сторін павутинчасті; кінцевий сегмент ледве довший за бічні; сегменти лінійні, ≈ 1 мм завширшки. Квіткові голови поодинокі. Обгортка яйцювата, 13–15 × 5–8 мм. Зовнішні квіточки рожево-пурпурові. Сім'янки стиснуті, тіло ≈ 3 мм завдовжки, гладкі, чорнувато-зелені. Папус стійкий; щетинки білі, 2–2,5 мм. Цвіте і плодоносить з червня по липень.

## Середовище
Було відмічено, що чисельність популяції була досить невеликою і складалася з 15–20 особин, як у молодому, так і в зрілому стані цвітіння, які мешкали в вапнякових тріщинах скель.

## Етимологія
Названий на честь колекціонера Янніса Кофінаса, відважного й активного дослідника природи, альпініста, досвідченого спускача на тросі та спелеолога, який надіслав до Кіт Тан багато рослин для ідентифікації, включаючи деякі дивовижні новинки.